# Мэр Загреба
Мэр Загреба (хорв. Gradonačelnik Zagreba) — высшее должностное лицо столицы Хорватии Загреба, возглавляющее высший орган исполнительной власти города — правительство Загреба. С 2005 года и до своей смерти 28 февраля 2021 года должность мэра Загреба занимал Милан Бандич. Изначально он избирался как член Социал-демократической партии Хорватии, но 31 мая 2009 года был избран мэром в четвёртый раз уже как независимый кандидат. Он же занимал этот пост дольше всех — в сумме 18 лет, 16 из которых — непрерывно. После смерти Бандича до 4 апреля 2021 года обязанности мэра временно исполняла вице-мэр Елена Павичич Вукичевич, после чего на должность был назначен Томислав Томашевич.

## История должности
Должность мэра Загреба была учреждена в 1851 году, когда города Градец, Каптол и несколько окрестных деревень были официально объединены (фактически Градец и Каптол слились в один город ещё в XVII веке). Первым градоначальником объединённого Загреба стал Янко Камауф, бывший в то время главой (судьёй) Градеца. Начиная с 1851 года пост главы Загреба занимало 48 человек, из которых четверо становились мэрами дважды. Дважды высшим должностным лицом столицы Хорватии становились женщины — Марина Матулович-Дропулич и Власта Павич; обе — в период независимости Хорватии после распада Югославии.

## Партийность
По действующему закону кандидат на пост мэра может выдвигаться от политических партий, причём две и более партий могут выдвинуть единого кандидата. Также кандидат может быть независимым и выдвигаться избирателями.
До Второй мировой войны в течение 90 лет большинство градоначальников Загреба были беспартийными — 23 человека. В этот период лишь четыре мэра состояли в той или иной партии и суммарно правили около 18 лет. Во время войны на территории нынешних Хорватии, Боснии и Герцеговины и Срема было создано марионеточное профашистское Независимое государство Хорватия и с 1941 по 1945 год Загреб последовательно сменил трёх руководителей, членов фашистской партии усташей. После освобождения Югославии в 1945 году и до 1990 года мэрами Загреба становились только члены Коммунистической партии. За этот период в городе сменилось 15 градоначальников.
После отделения Хорватии от Югославии и прихода к власти националистически ориентированного Хорватского демократического содружества Франьо Туджмана главами Загреба становились члены именно этой партии. В 2000—2009 годах столицу Хорватии возглавляли члены Социал-демократической партии. В 2009 году Милан Бандич избрался мэром как независимый кандидат, а в 2015 году создал собственную партию, в которую вошли его коллеги и единомышленники — Бандич Милан 365 — Партия труда и солидарности.

## Процедура выборов
Кандидатом на пост мэра может быть любой гражданин Хорватии, победивший на муниципальных выборах, проживающий в Загребе непрерывно в течение не менее, чем шести месяцев. До 2000 года избранный мэр Загреба должен был утверждаться в должности президентом Хорватии. Отсутствие решения об утверждении мэра вызвало Загребский кризис 1996—1997 годов, когда город остался без высшего должностного лица и управлялся уполномоченным Правительства Хорватии (Степан Бройлич). Мэр избирается тайным голосованием сроком на четыре года. Количество переизбраний на эту должность одного и того же лица не ограничено. Правом голоса на выборах обладают избиратели, проживающие в Загребе. Выборы назначаются решением Правительства Хорватии. С момента объявления решения до самого голосования должно пройти не менее 30 и не более 60 дней. В случае досрочного прекращения полномочий градоначальника досрочные выборы объявляются в течение 60 дней. Ст. 9 и 11 Закона о выборах глав общин, мэров городов, жупанов и градоначальника города Загреба регламентирует перечень должностей, которые запрещено совмещать с должностью руководителя местных органов власти (что в полной мере относится и к мэру Загреба). Кандидатура мэра представляется избирательной комиссии в течение 12 дней со дня объявления о выборах.
Если в ходе первого тура выборов один из кандидатов набирает более 50 процентов голосов, то он объявляется мэром. Если ни один из кандидатов не набирает более 50 процентов, то объявляется второй тур, который проводится на 14-й день после первого. Во втором туре участвуют кандидаты, занявшие первое и второе место в первом туре. Победителем во втором туре объявляется кандидат, набравший большее число голосов. Если после первого тура кандидаты, занявшие второе и третье места набрали одинаковое количество голосов, то голосование повторяется в полном объёме. В случае, если один из кандидатов, прошедших во второй тур, умирает до второго тура голосования, выборы повторяются в полном объёме.

## Список мэров Загреба
Партии
 Беспартийный

 Коммунистическая партия Хорватии / Союз коммунистов Хорватии

 Народная партия

 Социал-демократическая партия Хорватии

 Усташи

 Хорватский блок

 Хорватское демократическое содружество

 Бандич Милан 365 — Партия труда и солидарности

 Мы можем!
| №    | Имя на русском языке      | Имя на хорватском языке   | Портрет | Годы правления | Годы жизни | Партийная принадлежность                                                                                                   |
| ---- | ------------------------- | ------------------------- | ------- | -------------- | ---------- | --- |
| 1    | Янко Камауф               | Janko Kamauf              |         | 1851—1857      | 1801—1874  | |
| 2    | Йосип Хэрдтл              | Josip Härdtl              |         | 1857           | неизв.     | |
| 3    | Светозар Кушевич          | Svetozar Kušević          |         | 1858           | 1823—1911  | |
| 4    | Йохан Лихтенггер          | Johan Lichtenegger        |         | 1858—1861      | неизв.     | |
| 5    | Векослав Фриган           | Vjekoslav Frigan          |         | 1861—1868      | 1801—????  | |
| 6    | Максо Михалич             | Makso Mihalić             |         | 1868—1869      | неизв.     | |
| 7    | Драгутин Цекуш            | Dragutin Cekuš            |         | 1869—1872      | неизв.     | |
| 8    | Павао Хац                 | Pavao Hatz                |         | 1872—1873      | неизв.     | |
| 9    | Степан Врабчевич          | Stjepan Vrabčević         |         | 1873—1874      | неизв.     | |
| 10   | Иван Вончина              | Ivan Vončina              |         | 1874—1876      | 1827—1885  | |
| 11   | Станко Андриевич          | Stanko Andrijević         |         | 1876—1879      | неизв.     | |
| 12   | Матия Мразович            | Matija Mrazović           |         | 1879—1881      | 1824—1896  | Народная партия |
| 13   | Йосип Хоффман             | Josip Hoffman             |         | 1881—1885      | неизв.     | |
| 14   | Никола Бадовинац          | Nikola Badovinac          |         | 1885—1887      | 1828—1902  | |
| 15   | Игнят Сиебр               | Ignjat Sieber             |         | 1887—1890      | неизв.     | |
| 16   | Милан Амруш               | Milan Amruš               |         | 1890—1892      | 1848—1919  | Народная партия |
| 17   | Адольф Мошинский          | Adolf Mošinsky            |         | 1892—1904      | 1843—1907  | |
| 18   | Милан Амруш               | Milan Amruš               |         | 1904—1910      | 1848—1919  | Народная партия |
| 19   | Янко Холяц                | Janko Holjac              |         | 1910—1917      | 1865—1939  | |
| 20   | Степан Сркуль             | Stjepan Srkulj            |         | 1917—1920      | неизв.     | |
| 21   | Светозар Делич            | Svetozar Delić            |         | 1920           | 1885—1967  | Союз коммунистов Королевства сербов, хорватов и словенцев                                                                  |
| 22   | Драгутин Тончич           | Dragutin Tončić           |         | 1920           | неизв.     | |
| 23   | Векослав Хайнцель         | Vjekoslav Heinzel         |         | 1920—1928      | 1871—1934  | Хорватский блок |
| 24   | Степан Сркуль             | Stjepan Srkulj            |         | 1928—1932      | неизв.     | |
| 25   | Иво Крбек                 | Ivo Krbek                 |         | 1932—1934      | 1890—1966  | |
| 26   | Рудольф Эрбер             | Rudolf Erber              |         | 1934—1937      | неизв.     | |
| 27   | Теодор Пейчич             | Teodor Peičić             |         | 1937—1939      | неизв.     | |
| 28   | Мате Старчевич            | Mate Starčević            |         | 1939—1941      | неизв.     | |
| 29   | Йозо Думанчич             | Jozo Dumančić             |         | 1941           | неизв.     | Усташи |
| 30   | Иван Вернер               | Ivan Werner               |         | 1941—1944†     | 1877—1944  | Усташи |
| 31   | Евген Старешинич          | Eugen Starešinić          |         | 1944—1945      | неизв.     | Усташи |
| 32   | Драгутин Саили            | Dragutin Saili            |         | 1945—1949      | неизв.     | Коммунистическая партия Хорватии                                                                                           |
| 33   | Мика Шпиляк               | Mika Špiljak              |         | 1949—1950      | 1916—2007  | Коммунистическая партия Хорватии                                                                                           |
| 34   | Миливой Рукавина          | Milivoj Rukavina          |         | 1950—1951      | 1915—1999  | Коммунистическая партия Хорватии                                                                                           |
| 35   | Мирко Павлекович          | Mirko Pavleković          |         | 1951—1952      | неизв.     | Коммунистическая партия Хорватии                                                                                           |
| 36   | Вечеслав Холевац          | Većeslav Holjevac         |         | 1952—1963      | 1917—1970  | Союз коммунистов Хорватии                                                                                                  |
| 37   | Перо Пиркер               | Pero Pirker               |         | 1963—1967      | неизв.     | Союз коммунистов Хорватии                                                                                                  |
| 38   | Ратко Карлович            | Ratko Karlović            |         | 1967           | неизв.     | Союз коммунистов Хорватии                                                                                                  |
| 39   | Йосип Колар               | Josip Kolar               |         | 1967—1972      | неизв.     | Союз коммунистов Хорватии                                                                                                  |
| 40   | Иво Врховец               | Ivo Vrhovec               |         | 1972—1978      | неизв.     | Союз коммунистов Хорватии                                                                                                  |
| 41   | Иво Латин                 | Ivo Latin                 |         | 1978—1982      | 1929—2002  | Союз коммунистов Хорватии                                                                                                  |
| 42   | Мато Микич                | Mato Mikić                |         | 1982—1983      | неизв.     | Союз коммунистов Хорватии                                                                                                  |
| 43   | Александар Варга          | Aleksandar Varga          |         | 1983—1984      | неизв.     | Союз коммунистов Хорватии                                                                                                  |
| 44   | Зорислав Шонье            | Zorislav Šonje            |         | 1984—1985      | неизв.     | Союз коммунистов Хорватии                                                                                                  |
| 45   | Тито Кости                | Tito Kosty                |         | 1985—1986      | неизв.     | Союз коммунистов Хорватии                                                                                                  |
| 46   | Мато Микич                | Mato Mikić                |         | 1986—1990      | неизв.     | Союз коммунистов Хорватии                                                                                                  |
| 47   | Борис Бузанчич            | Boris Buzančić            |         | 1990—1993      | р. 1929    | Хорватское демократическое содружество                                                                                     |
| 48   | Бранко Микша              | Branko Mikša              |         | 1993—1996      | р. 1947    | Хорватское демократическое содружество                                                                                     |
| 49   | Марина Матулович-Дропулич | Marina Matulović-Dropulić |         | 1996—2000      | р. 1942    | Хорватское демократическое содружество                                                                                     |
| 50   | Милан Бандич              | Milan Bandić              |         | 2000—2002      | 1955—2021  | Социал-демократическая партия Хорватии                                                                                     |
| 51   | Власта Павич              | Vlasta Pavić              |         | 2002—2005      | р. 1957    | Социал-демократическая партия Хорватии                                                                                     |
| 52   | Милан Бандич              | Milan Bandić              |         | 2005—2021†     | 1955—2021  | Социал-демократическая партия Хорватии, с 2009 г. — независимый С 2015 г. — Бандич Милан 365 — Партия труда и солидарности |
| ВрИО | Елена Павичич-Вукичевич   | Jelena Pavičić Vukičević  |         | 2021—2021      | р. 1975    | Бандич Милан 365 — Партия труда и солидарности                                                                             |
| 53   | Томислав Томашевич        | Tomislav Tomašević        |         | с 2021 г.      | р. 1982    | Мы можем! |

Партии
 Беспартийный

 Коммунистическая партия Хорватии

 Народная партия

 Социал-демократическая партия Хорватии

 Усташи

 Хорватский блок

 Хорватское демократическое содружество

 Бандич Милан 365 — Партия труда и солидарности

 Мы можем!
† — умер в должности